# Anicka Newell
Anicka Newell, född 5 augusti 1993, är en friidrottare från Kanada. Hon deltog vid olympiska sommarspelen 2016, olympiska sommarspelen 2020 och olympiska sommarspelen 2024.